# Lill-Malklipptjärnen
Lill-Malklipptjärnen är en sjö i Örnsköldsviks kommun i Ångermanland och ingår i Husåns huvudavrinningsområde.